# Правдин, Осип Андреевич
Осип Андреевич Правдин (настоящее имя — Оскар Августович Трейлебен (Трайлебен); 16 (28) июня 1849, Санкт-Петербург, — 17 октября 1921, Москва) — русский актёр и театральный педагог.

## Биография
Родился в Санкт-Петербурге в семье купца 1-й гильдии, обрусевшего немца (по другим данным шведа), крещёного еврея Августа Трейлебена. В 1857 году поступил в немецкую школу Петришуле, но недолго проучившись в ней, был переведён 5-ю петербургскую гимназию.
Учась в четвёртом классе гимназии, участвовал в любительском театральном кружке, в котором играл заметную роль. Дядя Правдина, по профессии художник, был страстным любителем театра; в его квартире была устроена постоянная сцена известного в то время любительского кружка «Конкордия». Здесь О. Правдин проводил все своё свободное время. Ему удалось уговорить дядю уступить гимназистам свою сцену для практики. На этих подмостках и сыграл роль старика — «Примочки» в водевиле Войкова «Жилец с тромбоном».

## Первые театральные роли
После окончания гимназии в 1867 году, начал выступать в труппе известного артиста-любителя Квадри-Рамина, игравшей в Кронштадте и Ораниенбауме; дебют состоялся в роли Разлюляева в спектакле «Бедность не порок».
Летом 1868 года О. Правдин играл в Лесном, где держали антрепризу два театральных критика М. О. Рапопорт и М. Г. Вильде. Весной 1869 года поступил в Медико-хирургическую академию, но успел только надеть студенческий мундир, приняв предложение дирекции Гельсингфорского казённого театра, пригласившего его на роли комиков. На сцене этого театра стал конкурировать с известным артистом Андреевым-Бурлаком.
В 1870 году получил приглашение в Новочеркасск, где директором войскового театра был Ю. П. Подгорячани. После двух успешных сезонов в Новочеркасске он был приглашен в Тифлис в казённый театр, где режиссёром был А. А. Яблочкин. Здесь Правдин прослужил также два сезона. В 1875 году он дебютировал в столичном Александринском театре: ему были даны роли Аркашки Счастливцева в пьесе А. Плещеева «Мужья одолели» и в двух оперетах — Франца фон Зуппе «Прекрасная Галатея» и «Птички певчие» Ж. Оффенбаха. Правдин понравился публике и критике, но не найдя взаимопонимания с дирекцией театра, снова уехал выступать в провинции.
Летом 1877 года он играл у антрепренёра Ceтова в Киеве, куда приехал на гастроли знаменитый артист московского Малого театра Сергей Васильевич Шумский, и заинтересовался игрой Правдина. По совету Шумского Правдин уехал в Москву, где директор театра П. А. Кавелин и инспектор репертуара В. П. Бегичев приняли его очень радушно и обещали дать дебют на сцене Малого театра, как только откроется вакансия. Поэтому  несколько месяцев Правдин с успехом работал в артистическом кружке.

## В Малом театре
С 1878 года О. Правдин — в труппе Малого театра. Его игра отличалась большой жизненной достоверностью. Характерный актёр, он продумывал каждый жест, интонацию, детали костюма; умел ярко передать социальное, бытовое и национальное своеобразие персонажа.
Прославился исполнением ролей так называемых русских немцев, находя особую мелодику речи, своеобразие поведения: Шааф («Месяц в деревне» Тургенева), Остергаузен («Джентльмен» Сумбатова-Южина).
С успехом выступал в пьесах Мольера — Гарпагон, Сганарель («Лекарь поневоле»), Арган («Мнимый больной») и др.
Среди ролей О. Правдина классические персонажи: Недыхляев — в пьесе «Кручина» Шпажинского; Тарелкин — в пьесе «Дело» А. В. Сухово-Кобылина; Крутицкий — в комедии «Не было ни гроша, да вдруг алтын» и «На всякого мудреца довольно простоты», Кучумов в комедии «Бешеные деньги» А. Н. Островского); Репетилов — в комедии «Горе от ума» А. С. Грибоедова); Растаковский и Городничий — в комедии «Ревизор» Н. В. Гоголя); Лев Гурыч Синичкин — в одноименном водевиле Д. Т. Ленского.
Театральный критик Э. М. Бескин так охарактеризовал его специфический актерский талант: 

В Правдине чувствовался скорее, европеец, со всей рафинированностью европейского барства своего времени. И его замедленная, несколько ленивая фраза, и какая-то именно европейская фатоватость неторопливого методического жеста, коими измерялась культура „хорошего тона“ европейского буржуа. Много, много было в нём этого мягкого „барина“. И даже говор его, значительно ассимилировавшийся с тоном Малого театра, эта открытая округлость гласных, эта наивность всегда казалась искусственной, благоприобретенной, заимствованной в периоде долгой работы с товарищами по сцене.
С начала 1880-х годов Правдин вёл преподавательскую работу. В 1889 году он заведовал драматическими классами Музыкально-драматического училища Московского филармонического общества. Преподавал на драматических курсах Московского театрального училища (1888—1891). Среди его учеников была Елизавета Михайловна Садовская.
С 1883 года О. Правдин организовывал поездки групп артистов Малого театра по провинции, способствуя подъёму провинциального театра. В 1917 году был управляющим Малым театром. С 1918 года входил в состав дирекции Малого театра.
Осип Андреевич Правдин скончался в Москве 17 октября 1921 года. Место его захоронения неизвестно.

## Роли в театре
- «Месяц в деревне» Тургенева — Шааф
- «Джентльмен» Сумбатова-Южина — Остергаузен
- «Лев Гурыч Синичкин» Ленского — Лев Гурыч Синичкин
- 1882 — «Дело» А. В. Сухово-Кобылина — Варравин, 1900 — Тарелкин;
- «Лекарь поневоле» Мольера — Гарпагон;
- «Лес» А. Н. Островского — Аркашка Счастливцев;
- «Шутники» Островского — старика Оброшенов;
- «Бешеные деньги» Островского — Кучумов;
- «Ревизор» Гоголя — Городничий;
- «Плоды просвещения» — камердинер Федор Иванович;
- «Борисе Годунове» А. С. Пушкина — Василий Шуйский;
- «Дмитрий Самозванец» Островского — Лжедимитрий;
- «Старая сказка» Гнедича — полковник Штейн;
- «Ассамблея» — боярин Арефьев;